# Bonellia albiflora
Bonellia albiflora är en viveväxtart som först beskrevs av Cyrus Longworth Lundell, och fick sitt nu gällande namn av B. Ståhl, Källersjö. Bonellia albiflora ingår i släktet Bonellia och familjen viveväxter. Inga underarter finns listade i Catalogue of Life.